# L'amore che non muore
L'amore che non muore (La Veuve de Saint-Pierre) è un film del 2000 diretto da Patrice Leconte.

## Trama
Isole di Saint-Pierre e Miquelon, nel 1849. A seguito di un crimine delittuoso due sbandati e disadattati vengono condannati alla pena capitale per ghigliottina, ma durante il tragitto dal tribunale al carcere-caserma dei militari uno dei due muore accidentalmente e l'altro, Ariel Neel Auguste, viene preso in custodia da Jean, capitano della guarnigione e cavaliere ussaro con la moglie a carico Pauline.
In attesa dell'arrivo dello strumento di morte e del relativo boia che dovrà eseguire la condanna, passano molti mesi (due stagioni almeno) durante i  quali il condannato si distingue per buona condotta e per creare ottimi rapporti con la popolazione dell'isola, con la moglie del capitano e con lo stesso comandante, che agli occhi del governatore e dei notabili passa come non collaborativo alla gestione del prigioniero. Quando infine sull'isola giunge la ghigliottina, il capitano si rifiuta di garantire l'esecuzione; verrà condannato per sedizione e giustiziato mediante fucilazione.